# 김재원 (야구 선수)
김재원(2006년 8월 21일 ~ )은 KBO 리그 kt wiz의 투수이다.

## kt wiz시절
2025년에 입단하였다. 2025년 5월 18일 LG 트윈스와의 경기에 구원 등판하며 데뷔 첫 경기를 치렀고, 경기에서 1이닝 1볼넷 무실점을 기록했다.

## 출신 학교
- 서울청구초등학교
- 홍은중학교
- 장충고등학교